# Suc

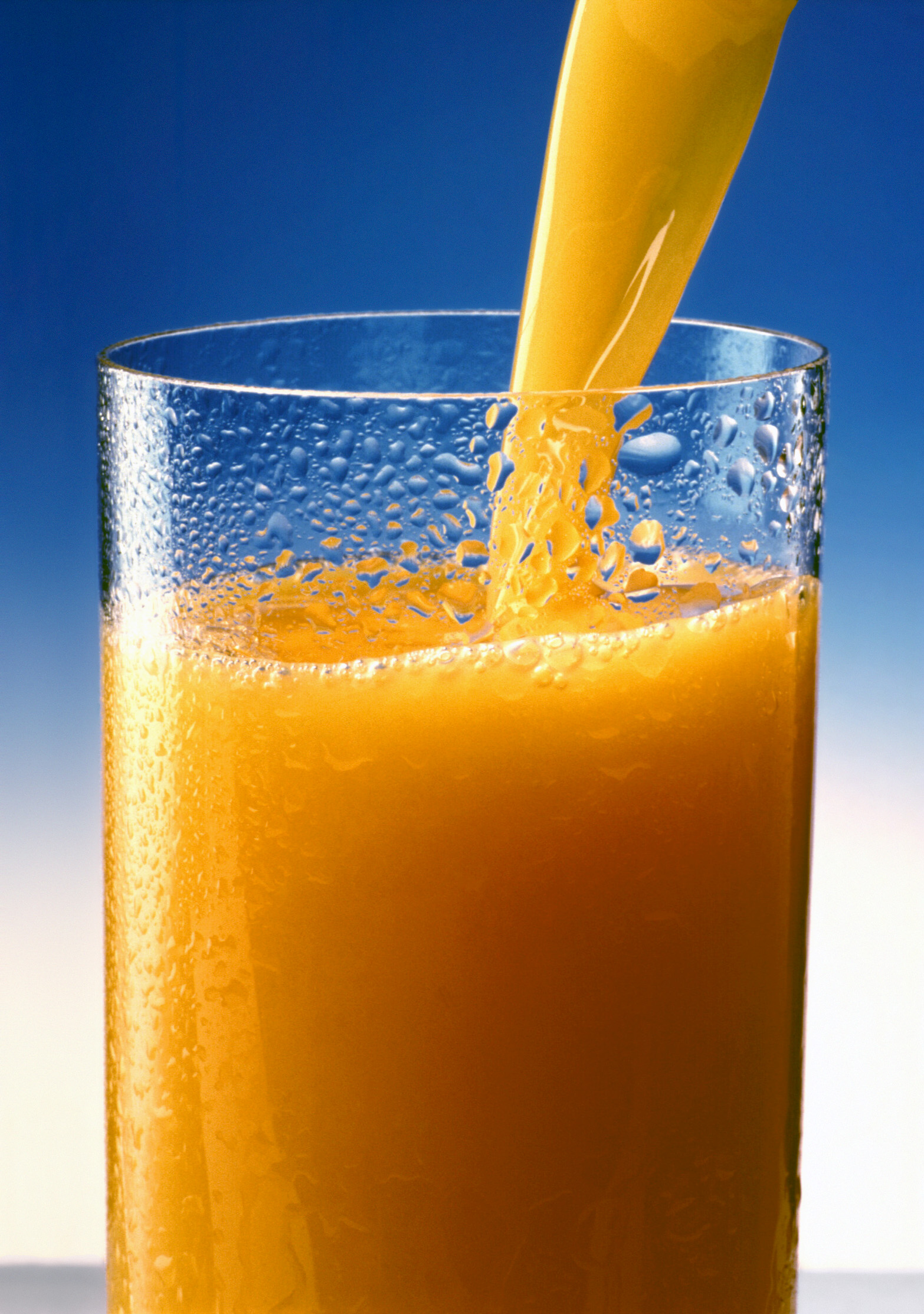
El suc de taronja és una de les begudes més consumides arreu del món.

El suc és el líquid que es pot extreure de plantes i fruites en estat natural a partir de procediments mecànics, sense que hi hagi fermentació, de manera que conserven les propietats típiques de la fruita utilitzada. La seva preparació pot ser tant esprement com macerant fruites del temps o hortalisses sense l'aplicació de calor o dissolvents. A tall d'exemple, el suc de taronja és el líquid de l'extracte del fruit del taronger. Els sucs es poden preparar a casa amb gran varietat d'espremedores elèctriques o manuals.
Però també poden rebre la denominació de suc altres productes obtinguts a partir de concentrats de fruita a partir de l'addició de l'aigua i els aromes que es perden durant el procés de concentració. Quan es dona aquesta situació el producte ha de portar una etiqueta que indiqui clarament que ha estat obtingut a partir de concentrat de fruita.
Els sucs constitueixen una de les begudes més populars arreu del món. Els sucs més coneguts són els d'algunes fruites com la taronja, el préssec, la poma i el raïm, entre d'altres. Els sucs de fruites es fan servir per treure la set, per hidratar el cos i pel seu valor nutritiu similar al de les fruites en les quals es basen. Els sucs es poden vendre en forma de concentrat (a vegades congelats), que requereix que el consumidor hi afegeixi aigua per retornar el líquid al seu "estat original". Tanmateix, els concentrats solen tenir un gust bastant diferent al dels sucs acabats d'exprèmer, tot i que nutricionalment tenen característiques similars.

## Beneficis per a la salut
Els sucs són sovint consumits per raons de salut. Per exemple, el suc de taronja és ric en Vitamina C, mentre que el suc de prunes seques és un bon digestiu. El suc de nabiu era conegut des d'antany perquè ajudava a prevenir i fins i tot a tractar infeccions de bufeta, i avui dia se sap que aquest suc impedeix als bacteris lligar-se a la bufeta.
El consum total de sucs de fruites a Europa, a Austràlia, a Nova Zelanda i als Estats Units d'Amèrica ha incrementat en els últims anys, probablement a causa de la percepció pública dels sucs com a font saludable i natural de nutrients, i a l'increment de l'interès públic pels assumptes de la salut.
Els sucs acabats d'esprémer són un refresc molt nutritiu, principalment per les vitamines que contenen. Tanmateix, segons passa el temps sense ser consumits van perdent vitamines ràpidament i progressiva. Els sucs conservats en tetra brik, també conegut com a tetra pack, solen ser "suc fet a partir de suc concentrat". Això significa que després de ser espremuts han estat concentrats evaporant l'aigua mitjançant calor, i posteriorment se'ls ha afegit aigua per a envasar-los. Això permet transportar menys aigua i estalviar costos, però aquest procés destrueix gran part de les vitamines, el que elimina la principal qualitat nutritiva dels sucs. S'ha relacionat un consum elevat de sucs a un guany de pes, però el consum moderat de sucs de fruita pot ajudar els infants i els adults a prendre les quantitats diàries recomanades de fruita.
Per preparar a casa, és necessari posseir un aparell anomenat espremedora per obtenir suc de taronja, llimona o aranja. També s'utilitza una liquadora per obtenir suc d'altres fruites o hortalisses com les pomes, pastanagues, etc.
un informe de l'Acadèmia Americana de Pediatria (AAP), la principal autoritat mundial en matèria de salut infantil constata un consum excessiu de sucs comercials, en especial per part dels nens i joves, i alerta als progenitors i pediatres que els sucs no són sempre l'opció més saludable. El consum excessiu de sucs es pot associar amb diarrees, flatulències, empatx, dolor abdominal, caries, sobrepès i malnutrició. En aquest informe e Recomana que els nens d'1 a 6 anys no en prenguin més de 200 ml (un got) diari i a partir dels 6 anys no més de 2 gots diaris. Des del punt de vista nutritiu no substitueix completament a la fruita sencera.. En canvi, si que es considera una alternativa saludable al consum de begudes refrescants, generalment més calòrics i menys nutritius. Cal tenir en compte que els sucs no resulten un aliment líquid apropiat en cas de diarrea o deshidratació. Per tal d'evitar l'abús en el consum de sucs l'estudi proposa promocionar el consum d'aigua i de llet, considerades begudes fonamentals per a la dieta infantil.

### Algunes consideracions contra l'abús
- Fibra alimentària: El contingut en fibra dels sucs de fruita és notablement inferior al de les fruites senceres. Un exemple el trobem en la taronja: 100 grams de taronja aporten 2,4 grams de fibra, mentre que 100 grams de suc de taronja aporten tan sols 0,1 grams de fibra[11]

- Obesitat: L'Organització Mundial de la Salut (2003) indica que hi ha un alt nivell d'evidència sobre el paper protector de la fruita per prevenir l'obesitat, fet que queda reflectit en diferents investigacions.[12][13]

No obstant això, l'OMS afirma que les dades científiques mostren una relació probable entre el consum de sucs de fruita i l'obesitat.
L'Associació Americana del Cor i l'Associació Americana de Diabetis aconsellen disminuir el consum de sucs de fruita per prevenir l'obesitat.
Tenint en compte que hi ha evidències que indiquen que les calories consumides en forma líquida no són tan saciants com les consumides en forma d'aliments sòlids, l'Associació Americana del Cor proposa com versemblant que la sacietat és menor davant d'un suc de fruita que davant d'una fruita sencera i per això desaconsella el consum dels sucs de fruita, insistint en la importància de consumir fruita en el seu estat original, i considerant que les calories consumides de manera líquida podrien afectar negativament els intents d'aconseguir i mantenir un pes saludable
- Risc de càries dental : l'OMS afirma que, per tal de reduir al mínim la incidència de l'erosió dental, s'han limitar la quantitat i la freqüència d'ingestió de refrescs i sucs.[14] Aquest fet vé donat per la presència de «Sucres lliures» en aquests productes.[n. 1]

## Denominació industrial

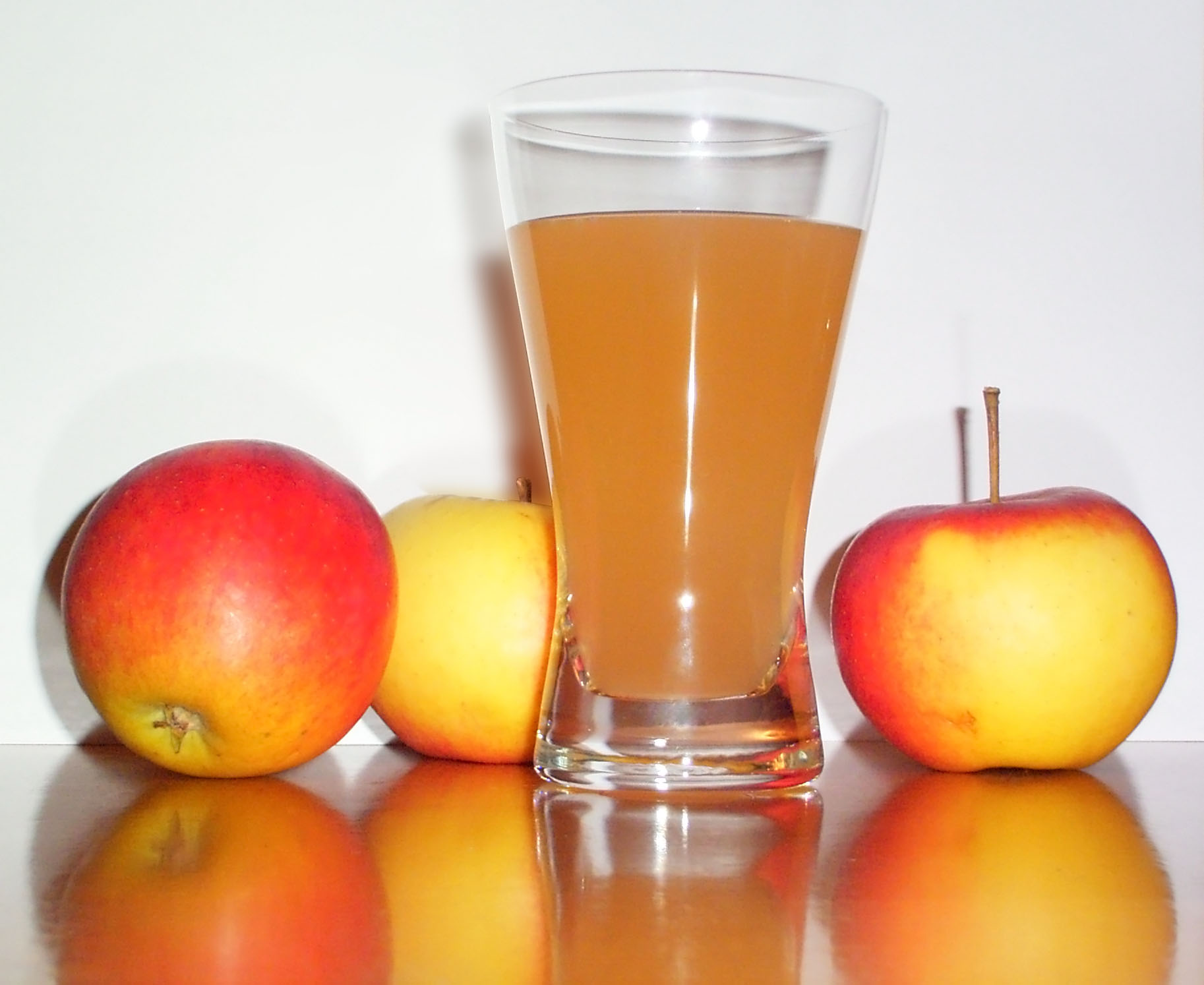
Tres pomes i un got de suc de poma.

Després d'un període una mica confús sobre l'ús del terme suc en la comercialització de productes similars, l'any 1991 es va aprovar una llei a l'Estat espanyol per tal d'adaptar la legislació espanyola a la reglamentació de la Comunitat Econòmica Europea, el Reial Decret 1650/1991 que el 2003 va ser reemplaçat pel Reial Decret 1050/2003.
Arran d'aquesta llei, la denominació industrial ha quedat establerta d'aquesta manera:
- Suc de fruita: Cal que el suc s'hagi obtingut per procediments mecànics, i que tingui el color, aroma i sabor característics dels sucs de fruita de què prové.

| «                                       | 1.- El terme «suc de fruites» designa el producte susceptible de fermentació, però no fermentat, obtingut a partir de fruites sanes i madures, fresques o conservades pel fred, d'una o diverses espècies, que posseeixi el color, l'aroma i el sabor característics dels sucs de la fruita de la qual procedeix. Es pot reincorporar al suc l'aroma, la polpa i les ce es que hagi perdut amb l'extracció. En el cas dels cítrics, el suc de fruites ha de procedir de l'endocarpi. Això no obstant, el suc de llimona dolça es pot obtenir a partir del fruit sencer, sempre que s'apliquin pràctiques de fabricació correctes que permetin de reduir al màxim la presència al suc de constituents de les parts exteriors del fruit. | » |
| — Reial Decret 1050/2003, BOE, 1-9-2003 | |   |

- Suc de fruita a base de concentrat: També s'admeten els sucs de fruita preparats a partir de concentrats als quals se'ls restitueix la proporció d'aigua extreta al suc en el procés de concentració, o bé als que se'ls hi restitueix l'aroma per mitjà de substàncies aromatitzants recuperades al concentrar el suc de fruita de què es tracti o el suc de fruites de la mateixa espècie.

| «                                       | 2.- El terme «suc de fruites a base de concentrat» designa el producte obtingut mitjançant la incorporació al suc de fruites concentrat de la quantitat d'aigua extreta al suc en el procés de concentració i la restitució de les aromes, i si s'escau, la polpa i les ce es perdudes del suc, però recuperades en el procés de producció del suc de fruites de què es tracti o de sucs de fruites de la mateixa espècie. L'aigua afegida ha de presentar les característiques adequades, especialment des del punt de vista químic, microbiològic i organolèptic, a fi de garantir les propietats essencials del suc. El producte obtingut així ha de presentar característiques organolèptiques i analítiques almenys equivalents a les del tipus mitjà de suc obtingut, de conformitat amb les disposicions de l'apartat 1, de fruites de la mateixa espècie. | » |
| — Reial Decret 1050/2003, BOE, 1-9-2003 | |   |

- Suc concentrat: Aquell al que s'ha eliminat una part de l'aigua per procediments físics.

| «                                       | 3.- S'entén per «suc de fruites concentrat» el producte obtingut a partir de suc de fruites d'una o diverses espècies, per eliminació física d'una part determinada de l'aigua. Quan el producte estigui destinat al consum directe, l'eliminació ha de ser d'almenys un 50 per cent. | » |
| — Reial Decret 1050/2003, BOE, 1-9-2003 | |   |

- Suc de fruita deshidratat: és el producte obtingut a partir de suc de fruita, per eliminació de l'aigua present.

| «                                       | 4.- S'entén per «suc de fruites deshidratat o en pols» el producte obtingut a partir de suc de fruites d'una o diverses espècies per eliminació física de la pràctica totalitat de l'aigua. | » |
| — Reial Decret 1050/2003, BOE, 1-9-2003 | |   |

- Nèctar: S'obté afegint aigua i sucres al suc de fruita, al suc de fruita concentrat, o a una barreja d'aquests productes. Es pot afegir fins a un 20% de sucres o mel respecte a la massa total del producte.

| «                                       | 5.- S'entén per nèctar de fruites el producte susceptible de fermentació, però no fermentat, obtingut per addició d'aigua i de sucres i/o mel als productes definits als apartats 1, 2, 3 i 4, al puré de fruites o a una barreja d'aquests productes, i que per als altres aspectes és conforme amb la part 7 d'aquesta reglamentació. L'addició de sucres i/o mel s'autoritza en una quantitat no superior al 20 per cent del pes total del producte acabat. En el cas de l'elaboració de nèctars de fruites sense sucres afegits o de valor energètic reduït, els sucres es poden substituir totalment o parcialment per edulcorants d'acord amb el Reial decret 2002/1995, de 7 de desembre, pel qual s'aprova la llista positiva d'additius edulcorants autoritzats per al seu ús en l'elaboració de productes alimentaris, així com les seves condicions d'utilització. | » |
| — Reial Decret 1050/2003, BOE, 1-9-2003 | |   |

## Tipus de sucs
Els sucs naturals són els que són tractats únicament mitjançant processos físics. Entre els elements més utilitzats hi ha la pasteurització, el N₂ soluble i sucres reductors, que tenen una presència elevada de grups amino. Per evitar la caramelització d'aquests sucres es recorre al procés d'osmosi inversa.
En els sucs conservats es millora l'estabilització biològica mitjançant conservants.
Els sucs ensucrats són aquells als quals s'ha afegit edulcorants, el més habitual dels quals és la sacarosa, un disacàrid. En canvi, els sucs als quals s'afegeix gas carbònic reben el nom de sucs gasificat.
Finalment, els nèctars són una mescla de sucs i altres elements com per exemple polpa de fruits, sucre, aigua i edulcorants. Els nèctars solen tenir una quantitat de fruita natural inferior a la dels "sucs purs".

## Producció i consum
La indústria de sucs europea va processar un global d'1.400.000 tones de tota mena de fruita el 2007 i en va obtenir una producció d'11,7 bilions de litres
A nivell espanyol, les 25 empreses comercialitzadores de sucs i nèctars amb marques pròpies van arribar a produir el 2007 quasi 689 milions de litres. Si aquesta xifra li sumem els volums que aquests operadors varen fabricar per a marques de tercers o Marca De Distribuïdor (MDD), la producció s'hauria mantingut el 2007 com el 2006 entorn dels 1.108 milions de litres.
Espanya ocupava el 2007 el 4t lloc en el rànquing de la UE-27 quant al consum de sucs i nèctars amb 28,56 litres per capita i any. Per gustos el consum europeu es decanta clarament pels sucs, i nèctars, de Taronja, amb una producció del 38,2%, seguit pels anomenats multifruites (combinacions de diferents fruites), amb un 18,2%, poma (14,2%), préssec (3,9%) i pinya (3,2%)
IMIS Euromonitor xifra en 70.000 milions d'euros el valor total del mercat mundial de sucs, nèctars i begudes complementàries, en un segment en el qual els sucs naturals cent per cent acaparen el 54% del consum, mentre els nèctars i les noves begudes complementàries experimenten una clara tendència a l'alça, especialment les que es presenten com enriquides, les que porten polpa o es combinen amb llet o iogurt. No obstant dins el mercat mundial de begudes refrescants, els sucs de fruites a penes acaparen el 8% del mercat mundial, degut en bona part al factor preu.
Quant a fabricants Coca-Cola és la companyia més important de begudes sense alcohol i el major competidor en sucs i begudes refrescants naturals. La seva entrada en el sector es va produir el 1960 amb l'adquisició de Minute Maid i va ampliar la seva presència amb el llançament de Fruitopia. Les seves adquisicions regionals han enfortit la seva presència mundial gràcies a l'adquisició el 2005 del grup Multon, segon major productor de sucs del mercat rus. El volum de vendes a Europa arriba als 385 milions d'euros.
Pepsico és el segon competidor i va entrar al sector el 1998 amb l'adquisició de Tropicana, especialitzada en la producció i comercialització de sucs de fruita, i amb una imatge de qualitat i innovació molt forta. El seu posicionament en el sector de qualitat més elevada el situa amb una facturació de 2.600 milions d'euros. L'alemanya R. Wild acredita la tercera posició amb la seva marca Capri Sun, produïda a 17 països i comercialitzada en més d'un centenar, amb un 3% del mercat mundial. Altres companyies europees, com Hecker-Granini, han facturat en l'exercici 2008 per sobre dels 800 milions d'euros.
A Espanya, segons les dades ofertes pel panell del Ministeri de Medi Ambient, i Medi Rural i Marí, el consum de sucs i nèctars ha passat de 483,7 a 643,39 milions de litres, amb un augment de gairebé el 25% i un consum per capita que passa de 10,51-13,99 litres per persona i any. Durant 2008, les begudes refrescants consumides a la llar va ascendir a 516,55 milions de litres, mentre en hostaleria i restauració es va situar en els 126,8 milions de litres. El consum per persona en llars de sucs va ascendir a 11,5 litres, amb una despesa mitjana de 10,40 euros per persona.

### Elaboració
Cal distingir dos tipus de sucs comercials: el que són obtinguts per extracció per pressió mecànica, seguida d'un procés tèrmic de pasteurització, que no els provoca una gran pèrdua de valor nutritiu, i les canvia únicament de forma lleugera les propietats organolèptiques (aroma i sabor). S'han de guardar refrigerats i tenen un temps de conservació limitat. En altres casos s'opta per sotmetre'ls a esterilització que permet una conservació més llarga i sense necessitat de refrigerar. Els canvis organolèptics són més significatius.
L'altre tipus de sucs s'elaboren a partir de concentrats previs que poden arribar fins i tot a ser sòlids. Els avantatges des del punt de vista de la fabricació són molt grans, ja que es pot fer el concentrat en el moment de màxima producció de la fruita, i llavors anant afegint l'aigua necessària en el moment en què han de ser posats a la venda. Ara bé, el procés tèrmic és molt llarg i intens, per la qual cosa les diferències sensorials són considerables. com a exemple: un suc de taronja natural, no sotmès a tractament tèrmic, té més de 200 compostos volàtils perfectament identificats que es poden veure sensiblement minvats o desapareguts segons el procés d'obtenció.

## Usos medicinals i terapèutics
El 2002, un equip de la Universitat de Melbourne encapçalat per Roger Short, descobrí que el suc de llimona té potents capacitats destructives contra el virus de la immunodeficiència humana i contra els espermatozous gràcies a la seva acidesa.. Això proporcionaria un contraceptiu antivíric barat per la gent dels països en via de desenvolupament. Tanmateix, cal destacar que es desconeix la seguretat de rentar-se internament amb suc de llimona, així com el grau de protecció que ofereix contra la infecció per VIH.
El suc de cirera negra, pur o concentrat, és beneficiós per l'aparell locomotor.

### Opoteràpia
L'opoteràpia (del grec opos, suc) o organoteràpia animal és una teràpia a base de sucs o extrets de teixits o d'òrgans animals, en especial de glàndules endocrines. Aquesta teràpia fou practicada i acceptada en la majoria de les cultures. La creença primitiva en les propietats màgico-terapèutiques dels òrgans obtinguts d'éssers vius, ve de lluny, la utilització d'òrgans animals per a guarir certes malalties, del cos (o de l'ànima) és tan antiga, o més, que la mateixa medicina.
La mitologia i la literatura clàssica ens en dona exemples d'aquesta creença : El centaure Quiró, preceptor d'Aquil·les, que aprengué la medicina del déu Apol·lo, fortificà el seu deixeble –el més bell, àgil i valent dels guerrers hel·lènics que lluitaren a la guerra de Troia– tot alimentant-lo amb moll de l'os de porc senglar i entranyes de lleó.
Cels, Dioscòrides, Galèi Juvenal, descrigueren l'ús d'òrgans animals: com el fetge de llop per als adolescents, el cervell d'esquirol contra l'epilèpsia, el de mussol contra el mal de cap o el d'ovella per a l'insomni. El cor del cérvol era recomanat en les malalties cardíaques i els pulmons de guineu per a la tuberculosi i, per augmentar la potència sexual o bé per a facilitar els parts, s'empraven els testicles de llebre, de corbs, de cavalls i de porcs.
En segles posteriors, destacats autors, com ara Paracels, Charas, Lemery o Dorvault, varen descriure, en les seves obres, moltes preparacions opoteràpiques i, fins i tot, els sucs de teixits animals foren acceptats i inclosos en les diferents farmacopees occidentals.
Si bé existia aquesta antiga i valuosa experiència empírica sobre els efectes dels òrgans animals emprats en determinades malalties, foren pocs els homes de ciència que s'interessaren a demostrar-ho. No fou fins ben entrat el segle xviii, en el període de la Il·lustració, que el metge francès T. Bordeu (1775) concebé la idea de les secrecions internes i escrigué: cada òrgan actua com una fàbrica i laboratori d'un humor específic... que passa a la sang, tanmateix no es donà crèdit a les seves observacions. Cal esperar els treballs realitzats per Brown-Séquard sobre la fisiologia i patologia de les càpsules suprarenals (1856) i la comprovació dels efectes rejovenidors en autoadministrar-se injeccions de matèria testicular procedent de testicles de gossos joves (1889), per donar fonament científic a l'antiga creença de l'eficàcia terapèutica dels òrgans animals, treballs que portarien al naixement de l'endocrinologia.
La importància que assolí l'opoteràpia en la medicina de les primeres dècades del segle xx, fins a l'aïllament de la insulina per Banting i Best (1921), es fa patent tant en el nombre d'especialitats que conserva la Pharmakotea preparades per prestigiosos laboratoris, com en les que s'esmenten en llurs catàlegs, en els que figuren, entre d'altres, preparats d'opoteràpia.

## Sucs de fruites UHT
El tractament per UHT en sucs de fruites augmenta el contingut d'àcids grassos i compostos fenolítics.
Per una banda, disminueix la bioaccesibilitat de la vitamica C, nutrient essencial per a l'ésser humà i altres mamífers. Alguns mamífers la poden sintetitzar de manera natural al fetge, però, els que no ho fan, necessiten aliments, com els sucs de fruites, per a la seva obtenció.
Per altra banda, augmenta la bioaccesibilitat de la antocianina, compost fenolític que té efectes com millores de les funcions neurològiques produïdes per l'edat i del sistema immunitari i controlar la diabetis de tipus 2 i la obesitat.